# Norton Commander
Norton Commander est un gestionnaire de fichiers fonctionnant sous DOS. Cet utilitaire a connu un grand succès à la période MS-DOS. Destiné à simplifier les opérations de gestions de fichier, qui autrement ne se faisaient qu'après de nombreuses commandes écrites sous dos, celui-ci permet de réaliser ces opérations en quelques raccourcis clavier.
Il facilite les opérations telles que : copier, couper, supprimer, etc. en présentant une interface graphique, dont la particularité majeure est de présenter deux fenêtres en même temps (source et cible par exemple), ce qui facilite grandement la gestion des fichiers.
Bien qu'il n'utilise que les touches du clavier pour se déplacer et commander, il est facile à manipuler.
Il existe également une version pour Windows aujourd'hui connue sous le nom de Total Commander développé par un programmeur indépendant (et non par la société Norton qui semble avoir abandonné son produit phare sous Dos). Quelques clones cherchent leur place sur le marché, citons WinNc par exemple.
Pour les divers Unix et Linux, il existe Midnight Commander (mode semi-graphique grâce à la bibliothèque ncurses) et GNOME Commander (interface graphique, pour l'environnement GNOME) et Krusader (interface graphique, pour l'environnement KDE) qui sont des clones de Norton Commander.